# Sturer Emil
12,8 cm PaK 40 L/61 Henschel Selbstfahrlafette auf VK-3001(Н) Sturer Emil (нім. Sturer Emil (Впертий Еміль)) — німецька важка самохідна артилерійська установка періоду Другої світової війни класу винищувач танків.

## Історія створення
Історія цієї важкої самохідної гармати німецьких панцерваффе розпочалася 25 травня 1941 року, коли на нараді було ухвалено побудувати експериментально по дві 105-мм і 128-мм самоходки для боротьби з британськими важкими танками при запланованій висадці на Британських островах. Але від плану вторгнення відмовились і проєкт закрили.
Але проєкт цей розгорнули знову, після зустрічі з радянськими танками Т-34 і КВ. Терміново була потрібна зброя, здатна боротися з радянськими середніми і важкими танками.
У середині 1941 року фірмам «Henshel und Sonh» і «Rheinmetall AG» видали замовлення на розробку самохідного лафета для 105-мм і 128-мм протитанкових гармат. Для 105-мм гармати використали шасі Pz.Kpfw.IV ausf.D — так з'явилася самохідна 105-мм гармата Dicker Max. Але для 128-мм гармати K-44, вага якого становила 7 тонн, шасі Pz.Kpfw.IV не годилося — воно просто не витримала б її ваги. Було використане шасі експериментального танка VK-3001(H) фірми «Хеншель» — танка, який міг би стати основним танком Рейху, якби не Pz.Kpfw.IV.
Пізніше на фронті за САУ закріпилася назва Sturer Emil (Впертий Еміль) за часті поломки. Разом із двома САУ Dicker Max один експериментальний зразок був відправлений на Східний фронт у складі 521-го батальйону самохідних винищувачів танків, озброєних легкими САУ Panzerjaeger 1.

## Опис конструкції
Основним озброєнням була 128-мм гармата PaK 40 L/61, яка в 1939 році була створена на базі 128-мм зенітної гармати FlaK 40. Боєкомплект для гармати становив 15 пострілів. Шасі залишилось від скасованого VK-3001, але корпус був подовжений і було додано додаткове колесо. Велика рубка з великим верхом була побудована замість башти.

## Оцінка проєкту

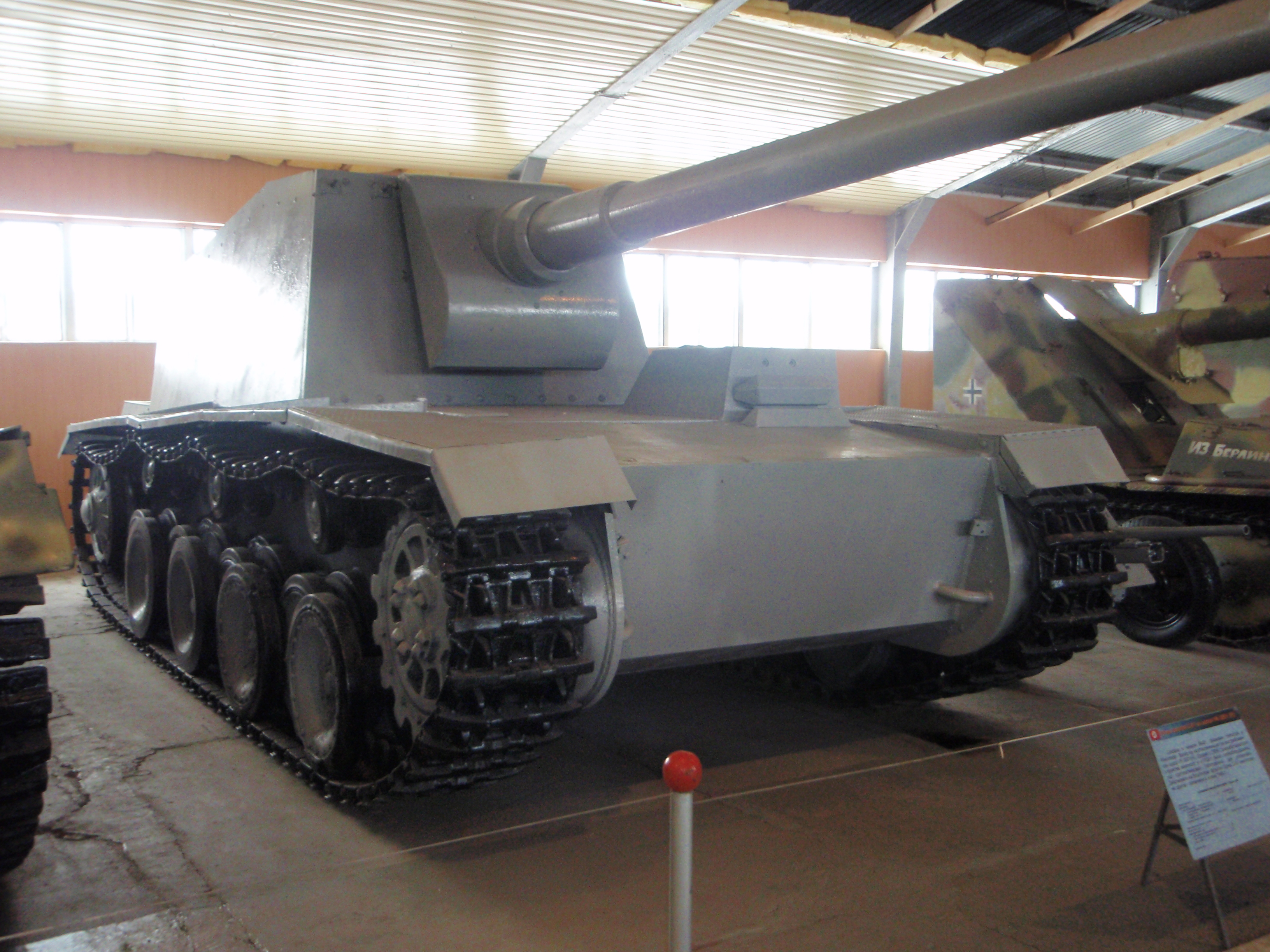
Sturer Emil в бронетанковому музеї в Кубинці

За своїми характеристиками машина виявилась неоднозначною: з одного боку, її 128-мм гармата могла пробити будь-який радянський танк (загалом за час служби екіпаж САУ знищив 31 танк), а з іншого — шасі було перевантажене, велику проблему становив ремонт двигуна, оскільки він розміщувався просто під гарматою, машина була повільна, гармата мала обмежені кути розвороту, боєкомплект становив 15 пострілів.
З цих причин самоходка в серію не пішла. Саме через складність ремонту машину кинули взимку 1942—1943 років у ході кампанії під Сталінградом, ця самоходка була знайдена радянськими військами і нині експонується в танковому музеї в Кубинці.